# Pseudoanglicisme
Pseudoanglicismen zijn woorden in het Nederlands of een andere taal die uit de Engelse taal afkomstig lijken, en zich meestal in vorm en klank ook als een Engels leenwoord gedragen. In werkelijkheid zijn deze woorden in het Engelse taalgebied onbekend of hebben ze een andere betekenis, zodat het met mensen die het Engels als moedertaal spreken tot misverstanden kan leiden. Doordat sprekers van de taal die de pseudoanglicismen gebruikt veronderstellen dat het echte anglicismen zijn, leiden ze vaak tot verwarring als ze Engels spreken.

## Herkomst en gebruik
Het pseudoanglicisme behoort tot de pseudoleenwoorden. Pseudoanglicismen komen niet enkel in het Nederlands voor, maar onder andere ook in het Duits, Mexicaans-Spaans en in het Japans. In de laatstgenoemde taal is hiervoor zelfs een zelfstandig begrip: Wasei-eigo. 
Ook komen dergelijke 'pseudo-ontleningen' of 'quasi-ontleningen' niet enkel uit het Engels: het Nederlands kent er ook uit het Frans, Duits en Italiaans. Taalkundige Nicoline van der Sijs lijst in haar Chronologisch woordenboek woorden op die eruitzien als Engelse leenwoorden, maar in die vorm en met die betekenis niet voorkomen in het Engels, waaronder: 
- Hometrainer voor een toestel om thuis op te oefenen (in het Engels wordt dit doorgaans een home exerciser of stationary bicycle genoemd).
- Ladyshave voor een scheerapparaat voor vrouwen (dit woord is in Nederland bedacht voor reclame-doeleinden).[1]

Enkele andere voorbeelden:
- Beamer als synoniem voor videoprojector. In het Engels is een beamer een bepaald soort worp bij cricket, en het (identiek uitgesproken) Beemer een informele term voor een auto van het merk BMW.
- De term oldtimer voor een auto van respectabele leeftijd. In het Engelse taalgebied is deze aanduiding niet gangbaar, daar heet dat een antique car of vintage car. Old-timer betekent in het Engels 'oude man'.
- Smoking als benaming van een herenkostuum. Het Engelse smoking jacket slaat echter op een ander soort jasje.